# Rivolta di Los Angeles
La rivolta di Los Angeles (citata nelle fonti in lingua inglese come 1992 Los Angeles Riots o anche Rodney King Uprising, cioè "sommossa di Rodney King") è stata una serie di sommosse a sfondo razziale scoppiata nella città di Los Angeles il 29 aprile 1992 e cessata il 4 maggio dello stesso anno. I disordini iniziarono a South Central Los Angeles il 29 aprile, dopo l'assoluzione di quattro agenti del Dipartimento di polizia di Los Angeles (LAPD) per l'uso eccessivo della forza nell'arresto e nel pestaggio di Rodney King, che era stato filmato da un privato cittadino e poi trasmesso da diverse reti televisive.
Le rivolte successivamente si diffusero in tutta l'area metropolitana di Los Angeles, con migliaia di persone in rivolta per un periodo di sei giorni dopo l'annuncio del verdetto. Durante i disordini si verificarono saccheggi, aggressioni, incendi dolosi e omicidi, e le stime dei danni alle proprietà superarono il miliardo di dollari. Con la polizia locale sopraffatta nel controllare la situazione, l'allora governatore della California Pete Wilson schierò la Guardia Nazionale californiana, e il presidente George H. W. Bush inviò la 7th Infantry Division e la 1st Marine Division.
Con lo schieramento dei militari, l'ordine fu ristabilito in tutta la città, ma durante i disordini furono uccise 63 persone, vi furono 2 383 feriti e più di 12 000 arresti. Il capo della polizia Daryl Gates, che aveva già annunciato le sue dimissioni durante le sommosse, fu accusato della maggior parte degli incidenti.

## Gli antefatti

### Il fermo e le violenze su Rodney King
La notte del 3 marzo 1991 Rodney King, un tassista afroamericano che stava trasportando due passeggeri sulla Foothill Freeway, di Los Angeles, forzò un posto di blocco della polizia, ignorando l'ordine di fermarsi. Una pattuglia della California Highway Patrol (CHP) iniziò un inseguimento ad alta velocità attraverso autostrade e quartieri residenziali della città. Quando King si fermò, gli agenti della CHP Timothy Singer e Melanie Singer arrestarono tutti e tre gli occupanti dell'auto. Dopo che i due passeggeri furono caricati a bordo dell'auto di pattuglia, cinque agenti della polizia di Los Angeles (Stacey Koon, Laurence Powell, Timothy Wind, Theodore Briseno e Rolando Solano) circondarono King. Dopo di che, lo colpirono due volte con un taser. Un poliziotto disse che King sembrava armato e sotto l'effetto di fenciclidina, una droga molto diffusa in quel periodo, e che resistette all'arresto. I cinque agenti a quel punto accerchiarono King e lo bastonarono violentemente con i manganelli, mentre era indifeso per terra.

### La registrazione del fatto
Il pestaggio, che secondo gli agenti era stato innescato dall'atteggiamento di King, venne ripreso da un videoamatore, George Holliday, che lo filmò dalla sua casa. La registrazione era lunga 12 minuti e venne ceduta ai maggiori network televisivi e mostrato all'opinione pubblica statunitense. Il filmato di King picchiato dalla polizia divenne un punto di riferimento immediato per l'attenzione dei media e un tema comune per gli attivisti di Los Angeles e di tutti gli Stati Uniti. La copertura mediatica dell'incidente fu notevolmente ampia durante le prime due settimane: furono pubblicati più di cento articoli su vari quotidiani nazionali e dedicate molte ore di approfondimento sui network televisivi.
Dopo aver visto la registrazione del pestaggio, il capo della polizia di Los Angeles Daryl Gates commentò:

### Le accuse e il processo
Prima della diffusione del video del pestaggio, i leader delle minoranze di Los Angeles si erano ripetutamente lamentati delle molestie e dell'eccessivo uso della forza da parte degli agenti della polizia di Los Angeles nei confronti degli appartenenti alle minoranze. Una commissione indipendente (la Christopher Commission), formatasi dopo la pubblicazione del video, concluse che un "numero significativo" di agenti della LAPD "usa ripetutamente la forza eccessiva contro il pubblico e ignora costantemente le linee guida scritte del dipartimento sull'uso della forza", e che i pregiudizi relativi a razza, sesso e orientamento sessuale erano fattori determinanti nell'uso eccessivo della forza. La relazione della commissione chiese le dimissioni del capo della polizia Daryl Gates e dell'intera commissione civile della polizia.
Quattro poliziotti coinvolti vennero incriminati: si trattava di Stacey Koon, Laurence Powell, Timothy Wind e Theodore Briseno. Nella giuria, che nel sistema giudiziario degli Stati Uniti viene scelta con molte trattative e compromessi tra la difesa e l'accusa, non c'erano neri: nove giurati erano bianchi, uno era ispanico, uno asiatico e soltanto uno aveva il padre afroamericano. Il 29 aprile 1992, dopo sette giorni di discussioni, la giuria, dopo aver esaminato il video, prosciolse tutti e quattro dall'accusa di aggressione, e tre su quattro anche dall'accusa di uso eccessivo della forza.

## I disordini
Fuori dal tribunale si radunò in fretta una folla di qualche centinaio di persone, quasi tutte afroamericane. Subito dopo la sentenza si scatenò la rivolta della comunità afroamericana di Los Angeles, che raggiunse l'apice nei due giorni successivi, fino a quando lo spiegamento delle forze armate contribuì a migliorare la situazione. Le prime segnalazioni di violenze arrivarono dalla zona dell'incrocio tra Florence e Normandie. Tra le cinque e le sei di pomeriggio la polizia ricevette altre segnalazioni di violenze in altre zone di South Los Angeles: soprattutto esponenti delle gang locali avevano iniziato a tirare pietre alle auto e a devastare i negozi. Intervennero pattuglie della polizia, ma in alcuni casi ci furono resistenze agli arresti e scontri. La situazione più grave però si stava sviluppando all'incrocio tra Florence e Normandie, dove la folla acquistò coraggio dopo che la polizia si era sostanzialmente ritirata, e continuò e intensificò le devastazioni.
Il capo della polizia disse che la polizia stava gestendo con professionalità la situazione, ma già verso le ore 19:00 fu chiaro che la situazione era sfuggita al controllo degli agenti. Un camionista bianco, Reginald Denny, fu fermato all'incrocio tra Florence e Normandie, pestato brutalmente e quasi ucciso da due uomini afroamericani, che si misero a ridere e schernire l'uomo di fronte alle telecamere di un elicottero giunto sul posto. Poco dopo un altro camionista, Larry Tarvin fu aggredito mentre percorreva Florence Avenue. L'aggressione a Denny fu trasmessa in diretta, e chiarì che le sommosse non si sarebbero fermate nel giro di un giorno. Alle ore 20:00, Gates rientrò in città per prendere in mano la situazione, ma la risposta dell'amministrazione fu lenta e inefficace, anche a causa dei dissidi fra Gates e il sindaco afroamericano di Los Angeles, Tom Bradley.

### Giorno 1 - mercoledì 29 aprile

#### Prima del verdetto
Nella settimana prima della sentenze su Rodney King, il capo della polizia Gates stanziò 1 milione di dollari per possibili straordinari della polizia. Nonostante questa misura, l'ultimo giorno del processo, due terzi dei capitani di pattuglia della polizia di Los Angeles erano fuori città a Ventura, in California, per il primo giorno di un seminario di formazione che sarebbe durato tre giorni.
Alle 13:00 del 29 aprile il giudice Stanley Weisberg annunciò che la giuria aveva raggiunto un verdetto, ma che quest'ultimo sarebbe stato letto solo due ore dopo. Questo fu fatto per dare ai giornalisti, ma anche alla polizia e ad altri soccorritori di emergenza, il tempo di prepararsi al risultato, poiché si temeva che i poliziotti sarebbero stati assolti. La polizia attivò il suo centro operativo di emergenza, che tuttavia fu accusato successivamente di non aver messo in atto alcuna azione preparatoria per ciò che stava per succedere. In particolare, le persone destinate al personale del centro non entrarono in servizio prima delle 16:45, e non fu intrapresa alcuna azione per provvedere a un cambio di turno. Il centro quindi non era né preparato né operativo quando fu letto il verdetto.

#### La lettura del verdetto
L'assoluzione dei quattro agenti fu annunciata alle ore 15:15. Nel frattempo, più di 300 persone si erano radunate di fronte al tribunale per protestare contro il verdetto. Mentre montavano le proteste di fronte al tribunale, un gruppo di persone entrò in un negozio di liquori con l'intenzione di "farla pagare per quello che stavano subendo". Il figlio del proprietario fu colpito con una bottiglia e due giovani distrussero la vetrata dell'ingresso mentre gli altri rubavano alcuni alcolici. Due agenti della polizia intervennero, ma non trovando gli aggressori, si limitarono a compilare un rapporto.
Alle 16:58 il sindaco Tom Bradley, primo afro-americano a ricoprire tale carica, tenne una conferenza stampa per discutere del verdetto. Durante la conferenza, espresse rabbia per l'assoluzione degli agenti, ma invitò i cittadini alla calma. Più tardi, il vicecapo della polizia Bob Vernon dichiarò che le parole di Bradley furono interpretate come un invito alla rivolta, dato che le segnalazioni di crimini aumentarono drasticamente un'ora dopo la conferenza.

#### Gli scontri all'incrocio tra la 71st e la Normandie
A Florence e Halldale, due agenti richiesero supporto per arrestare un giovane sospettato di aver lanciato un oggetto contro l'auto di pattuglia, mentre era in corso un inseguimento a piedi. Circa ventiquattro poliziotti, comandati dal tenente Michael Moulin, della 77ª Divisione della LAPD, giunsero sul posto e arrestarono il giovane Seandel Daniels, 16 anni, caricandolo sul sedile posteriore di un'autopattuglia. Il trattamento riservato al giovane, un adolescente ben noto nella comunità, agitò ulteriormente una folla sempre più numerosa e inquieta, che iniziò a schernire e a rimproverare la polizia. Tra la folla c'erano anche Bart Bartholemew, fotografo freelance del New York Times, e un residente della zona, Timothy Goldman, che iniziò a registrare gli eventi con una videocamera.
La polizia formò un perimetro attorno agli agenti che stavano conducendo l'arresto per difenderli dalla folla sempre più ostile, il che portò a ulteriori alterchi e arresti. Nella confusione un membro della folla rubò una torcia a uno dei poliziotti. Temendo che gli agenti avrebbero fatto ricorso all'uso della "forza potenzialmente letale" per respingere la folla, il tenente Moulin ordinò a tutti gli agenti di ritirarsi. Durante la ritirata, la folla inseguì gli agenti lanciando loro sassi, oggetti contundenti e armi improvvisate. I detriti colpirono anche un automobilista di passaggio. Moulin in seguito affermò che gli agenti erano in inferiorità numerica e impreparati a gestire la situazione, anche perché la loro attrezzatura antisommossa era stata immagazzinata presso l'Accademia di polizia.
Moulin segnalò la ritirata verso le 17:50. Il comando della polizia disse agli agenti di recarsi presso un deposito pullman fra la 54th e Arlington, e ordinò di attendere ulteriori istruzioni. Moulin a quel punto chiese spiegazioni di quanto stava succedendo, ma il comando rispose che stavano ancora "formando delle squadre" e che il deposito era stato convertito in un avamposto della polizia. Tuttavia, l'avamposto fu essenzialmente inutile e diede prova dell'impreparazione della polizia. Mentre gli incidenti e le sommosse che avvennero nelle ore successive furono trasmesse in diretta su tutti i canali, i poliziotti di stanza al deposito non furono informati dei fatti.

#### I tumulti e le aggressioni all'incrocio tra la Florence e la Normandie

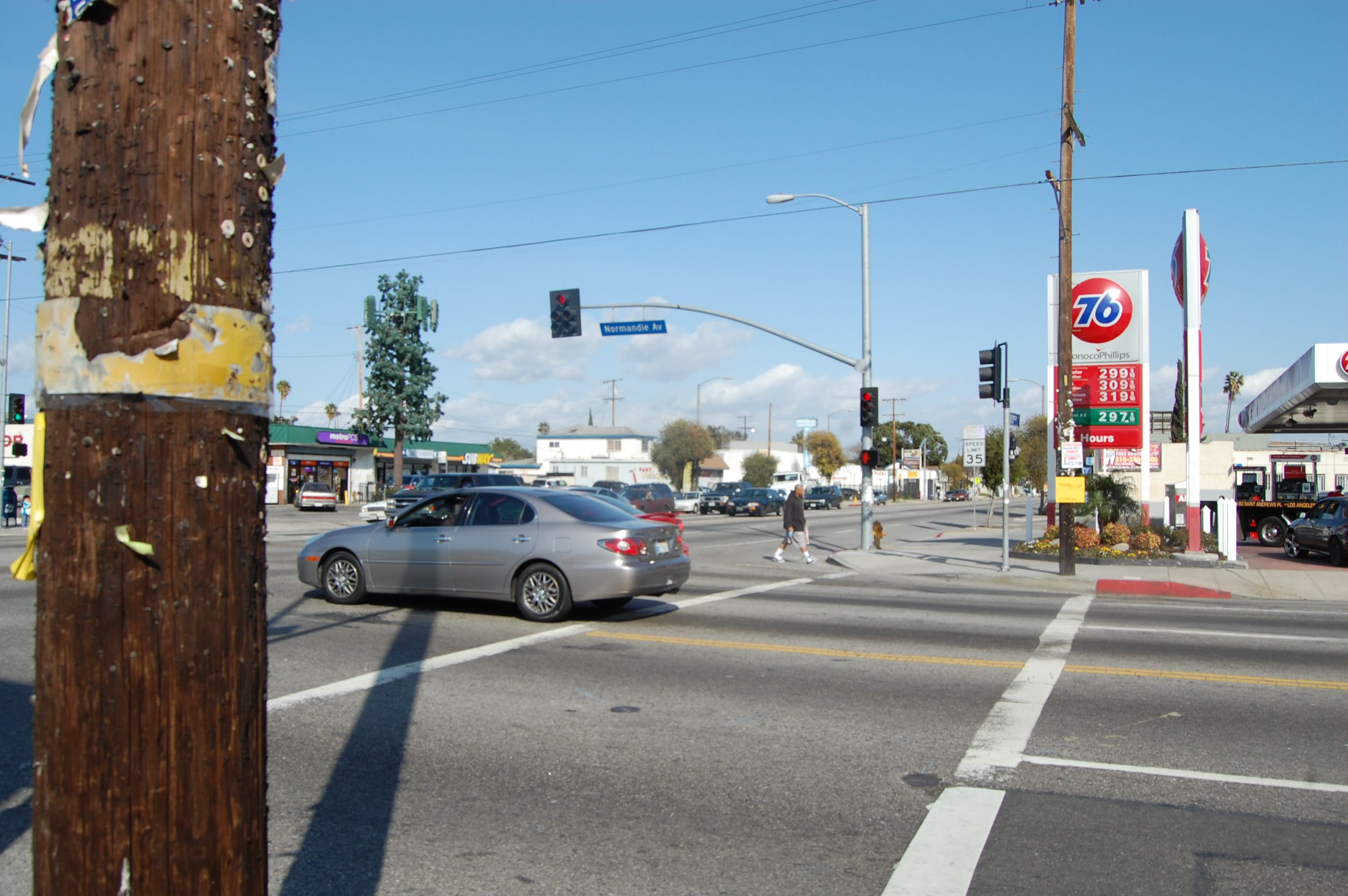
L'incrocio fra Normandie e Florence, centro della sommossa

Incoraggiati dalla ritirata della polizia fra la 71st e Normandie, alcune persone procedettero per un isolato a sud fino all'incrocio fra Normandie e Florence. Alcune persone erano già state tirate fuori dalle proprie auto e rapinate, ma dopo poco ci fu il primo vero e proprio saccheggio. Poco dopo le 18:00, un gruppo di giovani uomini ruppe il lucchetto e le finestre di un negozio di alcolici, permettendo a un gruppo di più di 100 persone di razziarlo e saccheggiarlo. Contemporaneamente, la crescente folla per strada cominciò ad attaccare gli automobilisti di aspetto caucasico e asiatico lanciando detriti alle loro auto o trascinandoli fuori dai loro veicoli quando si fermavano. Mentre Goldman continuava a filmare la scena con la sua videocamera, il team del Los Angeles News Service di Marika Gerrard e Robert Tur arrivò sulla scena a bordo di un elicottero, che trasmise in diretta i disordini su numerose emittenti televisive della città.
Verso le 18:15, mentre continuavano ad arrivare notizie di vandalismo, saccheggi e aggressioni, Moulin scelse di "raccogliere informazioni", ma non di rispondere con personale per ristabilire l'ordine o salvare le persone nella zona. Moulin fu sollevato dal suo incarico da un capitano, che tuttavia era incaricato solo di valutare la situazione, senza tentare di schierare sul posto gli agenti. Intorno alle 18:00, la zona era ancora priva di agenti.
Alle 18:43, l'autista di un camion, Larry Tarvin, si fermò al semaforo dell'incrocio fra Florence e Normandie. Fu tirato fuori dal camion da un gruppo di uomini, che procedette a prenderlo a calci e picchiarlo, prima di colpirlo alla testa mentre lui era incosciente, con un estintore preso dal suo stesso veicolo. Mentre era incosciente, il suo camion fu saccheggiato. Fu solo con l'aiuto di uno sconosciuto afro-americano, che Tarvin guidò il suo camion per evitare ulteriori danni e fuggire dalla zona. Poco prima di farlo, un altro camion, guidato da Reginald Denny, entrò all'incrocio. Anche in questo caso il guidatore fu trascinato fuori dal suo semirimorchio e picchiato duramente da una folla di residenti neri locali. L'elicottero in volo sopra l'incrocio trasmise in diretta le riprese dell'attacco. Un uomo, dopo che Denny era rimasto immobile a terra, lanciò un mattone contro la sua testa, fratturandogli il cranio in 91 punti. La trasmissione permise il salvataggio del camionista, dato che Bobby Green Jr., un residente nero locale di South Central Los Angeles, dopo aver visto la scena si precipitò sul posto, scoprì che Denny era salito di nuovo a bordo del camion per tentare la fuga ma era in stato confusionale. Green spostò Denny e si mise al posto di guida, portando il camionista al Daniel Freeman Hospital di Inglewood. All'arrivo in ospedale, Denny ebbe un attacco epilettico ma fu soccorso in tempo.
Intorno alle 19:40, quasi un'ora dopo l'aggressione a Denny, fu registrato un altro pestaggio nello stesso luogo. Fidel Lopez, un operaio edile indipendente e immigrato guatemalteco, fu tirato fuori dal camioncino GMC e derubato di quasi 2 000 dollari. I rivoltosi gli fracassarono la testa con un'autoradio e uno di loro tentò di tagliargli l'orecchio. Dopo che Lopez perse conoscenza, la folla gli verniciò di nero il petto, il torso e i genitali. Fu salvato dal reverendo afroamericano Bennie Newton, che intimò ai rivoltosi: "uccidetelo, e dovrete uccidere anche me". Lopez sopravvisse all'attacco, ma gli ci sono voluti anni per guarire completamente e ristabilire la sua attività. Newton e Lopez nel frattempo divennero amici fraterni.
Verso il tramonto, alle ore 19:46, ci furono le prime segnalazioni di incendio. La polizia intervenne sul luogo solo intorno alle 20:30, quando ormai la maggior parte dei rivoltosi era andata via e l'area era stata completamente distrutta. Numerosi fattori furono in seguito evidenziati per sottolineare la gravità dei fatti avvenuti all'incrocio. Non fu inviata alcuna pattuglia a garantire la viabilità dell'incrocio, già congestionato dal traffico. Non furono messe in sicurezza le armerie del quartiere (una in particolare fu derubata di 1 150 armi), non fu dichiarata un'allerta generale su tutta la città sino alle 18:43, il che causò l'invio di rinforzi per assistere gli uomini della 77ª, e mancò qualsiasi tipo di risposta da parte delle forze dell'ordine ai fatti avvenuti all'incrocio, cosa che galvanizzò i rivoltosi, dato che le aggressioni, i saccheggi e gli incendi erano trasmessi in diretta e gli spettatori potevano vedere da sé che la polizia non stava intervenendo in nessun caso.
Alle ore 21:00, il sindaco Bradley dichiarò lo stato di emergenza e chiese al governatore della California Pete Wilson di inviare 2 000 riservisti della Guardia Nazionale. La richiesta fu accolta, e la polizia bloccò un'uscita dell'autostrada per impedire l'accesso alla zona meridionale di Los Angeles, centro degli scontri. Tuttavia, la folla inferocita riuscì comunque a raggiungere la sede della polizia e a penetrare il cordone di sicurezza che proteggeva il Civic Center, dove era situata l'amministrazione cittadina e statale. Bradley decise di istituire un coprifuoco, ma era troppo tardi. La zona di South Los Angeles era diventata un campo di battaglia.

### Giorno 2 - giovedì 30 aprile
Il sindaco Bradley impose un coprifuoco notturno alle 00:15 per le aree investite dai disordini. Tuttavia, alle ore 10:15 del mattino espanse l'area, dato che a metà mattinata la violenza appariva ormai diffusa e incontrollata, e in tutta la contea di Los Angeles si verificarono saccheggi e incendi dolosi. I disordini si spostarono da South Central Los Angeles, attraversando a nord i quartieri del Central Los Angeles prima di raggiungere Hollywood. I saccheggi e gli incendi inghiottirono Hollywood Boulevard, poco prima che ulteriori disordini scoppiassero nelle città di Inglewood, Hawthorne, Compton e Long Beach.
I cittadini di etnia coreana notarono che le forze di polizia avevano abbandonato Koreatown, andando invece a difendere i ricchi quartieri bianchi e le città indipendenti come Beverly Hills e West Hollywood. Dato che la polizia stava trascurando i presidi a Koreatown, le organizzazioni di quartiere e i negozianti decisero di difendersi da soli: persone armate si piazzarono sui tetti e cominciarono a sparare a chi si avvicinava per saccheggiare i negozi. Si scatenarono dei veri e propri scontri a fuoco. Emblematica fu una schermaglia, trasmessa in diretta, nella quale si videro alcuni negozianti coreani armati di carabine M1, fucili Ruger Mini-14, fucili a pompa e pistole rispondere al fuoco contro un gruppo di saccheggiatori armati, costringendoli alla fuga. In seguito a questi eventi, la 670th MP Company fu schierata a supporto delle pattuglie di polizia e a difesa del Centro Culturale Coreano e dell'Ambasciata coreana.

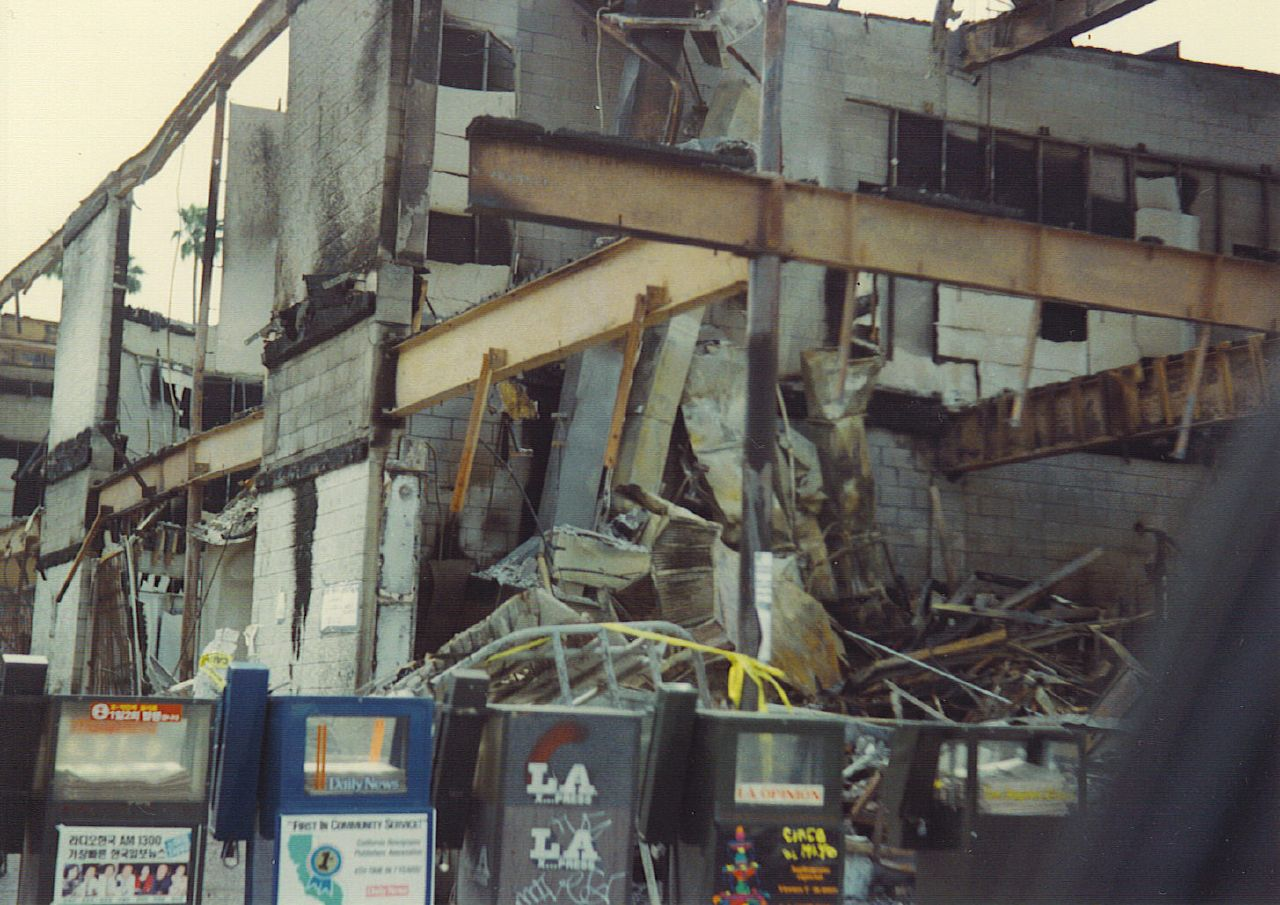
Edifici bruciati in seguito agli incendi dolosi

Una risposta organizzata da parte delle forze dell'ordine arrivò solo a metà mattina. La LAPD e il Dipartimento dello sceriffo della Contea di Los Angeles (LASD) organizzarono la risposta. Nel frattempo i vigili del fuoco della città e della contea cominciarono a rispondere agli interventi, scortati dalla polizia dato che in alcune occasioni i rivoltosi avevano aperto il fuoco contro i vigili impegnati nel domare le fiamme. Rinforzi della CHP furono aviotrasportati nella città. La sera del 1º maggio l'allora Presidente degli Stati Uniti George H. W. Bush si rivolse alla nazione condannando duramente gli scontri in atto, affermando che l'anarchia non sarebbe stata tollerata e che era sua intenzione impiegare tutta la forza necessaria per restaurare l'ordine il più presto possibile. La Guardia Nazionale, avvisata in precedenza ma non equipaggiata per affrontare i disordini (tanto che i soldati dovettero prendere in prestito l'equipaggiamento antisommossa della polizia), era pronta a intervenire, ma non avrebbe potuto essere schierata se non prima di 24 ore. Prima di intervenire dovettero ritirare gli equipaggiamenti necessari dalla JFTB (Joint Forces Training Base) di Los Alamitos che all'epoca era prevalentemente un'ex base aerea messa fuori servizio.
Il controllo del traffico aereo del Los Angeles International Airport fu modificato, con tutte le partenze e gli arrivi diretti da e per l'ovest dirottati verso l'oceano Pacifico, evitando i sorvoli dei quartieri colpiti dai disordini.

### Giorno 3 - venerdì 1 maggio
Rodney King tenne una conferenza stampa improvvisata davanti allo studio del suo avvocato, dicendo in lacrime: "Gente, voglio solo dire, dai, possiamo andare tutti d'accordo?" Quella mattina, all'una di notte, il governatore Wilson aveva richiesto assistenza federale. Su richiesta del governatore, Bush invocò l'Insurrection Act con l'ordine esecutivo 12804, e così facendo fece passare sotto il controllo diretto del governo federale la Guardia Nazionale californiana e autorizzò le truppe federali a intervenire per ristabilire legge e ordine. Con l'autorità di Bush, il Pentagono attivò l'Operazione Garden Plot, ponendo la Guardia Nazionale californiana e le truppe federali sotto il comando della neonata Joint Task Force Los Angeles (JTF-LA). Il dispiegamento delle truppe federali non fu pronto fino a sabato, quando i disordini e i saccheggi erano ormai sotto controllo.
Nel frattempo, la 40th Infantry Division (con il doppio degli effettivi) della Guardia Nazionale continuava a far affluire truppe in città; alla fine, 10 000 soldati della Guardia Nazionale furono mobilitati. Inoltre, la Casa Bianca inviò 1 700 agenti federali addestrati alle tattiche di antisommossa provenienti da diverse agenzie operanti in California, per proteggere edifici federali e assistere la polizia locale. In serata, Bush parlò alla nazione, denunciando il clima di "terrore e illegalità". Nel discorso sintetizzò anche il contenuto delle conversazioni avute con il sindaco Bradley e il governatore Wilson, delineando l'assistenza federale che stava mettendo a disposizione delle autorità locali. Citando il "bisogno urgente di ristabilire l'ordine", il presidente avvertì che la "brutalità di una folla" non sarebbe stata tollerata, e che avrebbe "usato tutta la forza necessaria" per ristabilire l'ordine. Il Presidente parlò poi del caso di Rodney King affermando che Dipartimento di Giustizia era già al lavoro per fare giustizia.
Al terzo giorno di sommosse, gli eventi sportivi che si sarebbero dovuti tenere a Los Angeles o in altre città in cui ci furono disordini vennero rimandati. Il servizio di trasporto pubblico metropolitano sospese le corse degli autobus in tutta la città. Diverse superstrade furono chiuse. L'aeroporto internazionale subì forti disagi a causa delle colonne di fumo che rendevano atterraggio e decollo difficoltosi. L'Amtrak sospese i collegamenti ferroviari da e per Los Angeles.

### Giorno 4 - sabato 2 maggio

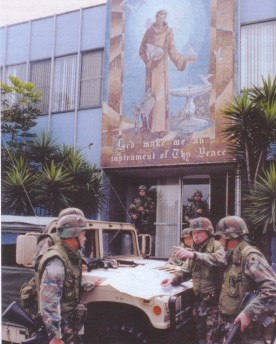
Soldati della 40ª Divisione di Fanteria arrivati in città per supportare la polizia locale

Al quarto giorno di disordini, 2 000 soldati della 7ª Divisione di Fanteria provenienti da Fort Ord e 1 500 Marine della 1ª Divisione dei Marines da Camp Pendleton arrivarono in città a supporto delle guardie nazionali già presenti. A supporto del Corpo dei Marine fu schierato anche il 1º Battaglione di Ricognizione Corazzato Leggero. Questa fu la prima occupazione militare di Los Angeles dal 1894, e fu anche la prima volta nella storia americana in cui furono impiegate così tante forze militari per sedare una rivolta civile dopo le rivolte avvenute nel 1968 a seguito dell'assassinio di Martin Luther King.
Le forze federali impiegarono 24 ore per schierarsi a Huntington Park, lo stesso tempo impiegato dalla Guardia Nazionale. Un totale di 13 500 soldati, fra truppe federali e guardie nazionali arrivarono in città a supporto della polizia locale per ristabilire l'ordine. Lo schieramento dei militari contribuì in maniera molto efficace nel contenere e fermare le violenze. Quando ormai la maggior parte delle violenze era sotto controllo, circa 30000 persone si radunarono a Koreatown per una marcia della pace, con l'obiettivo di mostrare supporto ai commercianti locali e riallacciare rapporti pacifici fra le comunità etniche.

### Giorno 5 - domenica 3 maggio
Il sindaco Bradley assicurò l'opinione pubblica che la crisi era più o meno sotto controllo e l'ordine era stato ristabilito. Ci furono solo due incidenti degni di nota: in uno scontro a fuoco alcune guardie nazionali uccisero un automobilista che stava provando a investirli con la sua auto. Nel secondo incidente, alcuni poliziotti locali e alcuni marine intervennero per una lite domestica a Compton. La situazione si aggravò quando si capì che il sospettato teneva sua moglie e i suoi figli piccoli in ostaggio. Mentre gli agenti si stavano avvicinando, il sospetto sparò due colpi di fucile da caccia attraverso la porta, ferendo alcuni di essi. Uno dei poliziotti a quel punto urlò ai marine, "copritemi", dando quindi istruzione di prepararsi ad aprire il fuoco se necessario. Tuttavia, in accordo all'addestramento militare, i marine scambiarono la frase per una richiesta di copertura con l'utilizzo della propria potenza di fuoco, e quindi spararono quasi 200 colpi contro la casa. Sorprendentemente, né il sospetto né la donna e i bambini all'interno della casa furono feriti.

### I giorni successivi
Anche se il sindaco Bradley revocò il coprifuoco, segnalando la fine ufficiale dei disordini, violenze sporadiche e crimini continuarono nei giorni successivi. Tuttavia scuole, banche e altri esercizi commerciali riaprirono. Le truppe federali rimasero in città sino al 9 maggio. La Guardia Nazionale si ritirò il 14 maggio, mentre alcuni elementi rimasero sino al 27.

## Le conseguenze
Le vittime dei sei giorni di violenze furono 63, inclusi 10 uccisi dalla polizia e dalle forze armate, con circa 2 000 feriti; alcune stime parlarono di un miliardo di dollari di danni. Circa 3 600 incendi vennero appiccati, che richiesero l'intervento di 70 compagnie di vigili del fuoco; tuttavia 1 100 edifici rimasero distrutti. La zona del South Los Angeles uscì dalle violenze ulteriormente impoverita.
I fatti di Los Angeles vanno ad aggiungersi alla sequenza storica di sommosse a sfondo razziale: Watts 1965 (34 morti), Newark 1967 (26 morti), Detroit 1967 (43 morti), varie città dopo l'assassinio di Martin Luther King nel 1968 (46 morti), Miami 1980 (18 morti). I danni furono superiori al più grave di questi episodi, i fatti di Watts, risalenti a 27 anni prima, sebbene si trattasse di una sommossa di natura differente: a Watts morirono neri uccisi dalla polizia, a Los Angeles per la maggior parte furono vittime degli stessi criminali, che non appartenevano solo alla comunità afroamericana, ma anche alla comunità ispanica (a cui apparteneva un terzo delle vittime) e in misura minore a quelle asiatiche. Nel resto della nazione gli incidenti furono più propriamente di protesta, ma non erano paragonabili per intensità a quelli di Los Angeles.
Sebbene le violenze fossero dirette all'inizio contro i bianchi, queste si concentrarono man mano contro gli asiatici, e in particolare i coreani, in base a un pregiudizio razziale covato per decenni secondo cui gli asiatici sottraevano lavoro e ricchezza alla comunità nera ed erano a loro volta razzisti verso i neri. Tale pregiudizio venne fomentato dall'omicidio della quindicenne afroamericana Latasha Harlins, uccisa dalla coreana Soon Ja Du nel suo negozio perché fu scoperta a infilare una bottiglia di succo di arancia nello zaino (in realtà Harlins aveva del denaro in mano, per cui si presume non avesse intenzione di rubarla). L'episodio accadde il 16 marzo 1991, tredici giorni dopo il pestaggio di Rodney King, e la condanna di Soon - 5 anni di libertà vigilata, 400 ore di servizi sociali e un'ammenda di 500 dollari - venne ritenuta anch'essa troppo blanda dalla comunità afroamericana, e perciò molti degli esercizi commerciali messi a saccheggio appartenevano ai coreani, i quali tuttora chiamano i fatti avvenuti in quei giorni Sa-I-Gu (사이구), ovvero 4-2-9 (la data della rivolta). Alcuni di loro si organizzarono in gruppi armati per difendere la propria comunità.

## Risonanza sui media
La rivolta di Los Angeles probabilmente non si sarebbe verificata se il video del pestaggio di Rodney King non fosse stato mostrato in televisione all'opinione pubblica statunitense. Nei giorni della rivolta, le televisioni nazionali diedero una copertura integrale in diretta degli accadimenti in corso, e la reazione di alcuni celebri afroamericani fu decisamente morbida nei confronti della rivolta. Il reverendo Jesse Jackson, pur invitando alla calma, affermò che "la sentenza dimostra che in America non c'è giustizia per i neri", mentre il cestista Magic Johnson parlò di "collera giustificata". Il comico Bill Cosby apparve in televisione, invitando ad abbandonare gli scontri e seguire invece l'episodio conclusivo de I Robinson.
Le rivolte di Los Angeles vengono riportare in vari film e brani musicali:
- L'episodio Il colore dell'odio della serie TV In viaggio nel tempo è incentrato sulla rivolta di Los Angeles, mostrando anche alcune immagini originali.
- Il film Malcolm X di Spike Lee, uscito nelle sale nel novembre del 1992, inizia mostrando le immagini del pestaggio di Rodney King.
- Il film Indagini sporche - Dark Blue di Ron Shelton è ambientato a Los Angeles nel periodo tra l'aggressione a Rodney King e l'inizio della rivolta.
- La prima stagione del telefilm American Crime Story, incentrata sul caso giudiziario di O. J. Simpson, per contestualizzare la vicenda all'inizio della prima puntata mostra un montaggio di un minuto circa di diverse proteste e disordini, tra cui lo stesso video del pestaggio di Rodney King.
- Il rapper Tupac Shakur dedicò alla memoria di Latasha Harlins il singolo Keep Ya Head Up, pubblicato nel 1993.
- Il videogioco Grand Theft Auto: San Andreas riprende nei momenti finali della storyline gli eventi della rivolta ambientandoli nella città fittizia di Los Santos, alter ego videoludico della città di Los Angeles.
- Il rapper XXXTentacion nel videoclip della sua canzone Look at me presenta vari nomi e date di rivolte delle comunità afroamericane tra cui proprio quella di Los Angeles.
- Il film Strange Days, di Kathryn Bigelow, s'ispira agli avvenimenti della rivolta di Los Angeles.
- Durante l'episodio Ferite Aperte della quarta stagione della serie TV S.W.A.T. il protagonista ha dei flashback sui giorni della rivolta.
- All'inizio dell'episodio L'imbranato della porta accanto della quarta stagione della serie TV Atlanta viene citata la rivolta.
- Il gruppo rap metal Rage Against the Machine pubblicò nel 1999 l’album The Battle of Los Angeles.